# Masters de París 1990
El Abierto de París 1990 fue un torneo de tenis jugado sobre moqueta. Fue la edición número 19 de este torneo. Se celebró entre el 29 de octubre y el 5 de noviembre de 1990. 

## Campeones

### Individuales masculinos
Stefan Edberg vence a  Boris Becker 3–3 (retired).

### Dobles masculinos
Scott Davis /  David Pate vencen a  Darren Cahill /  Mark Kratzmann, 5–7, 6–3, 6–4.
| Predecesor: París 1989 | Masters de París 1990 | Sucesor: París 1991 |